# Vale de trabajo

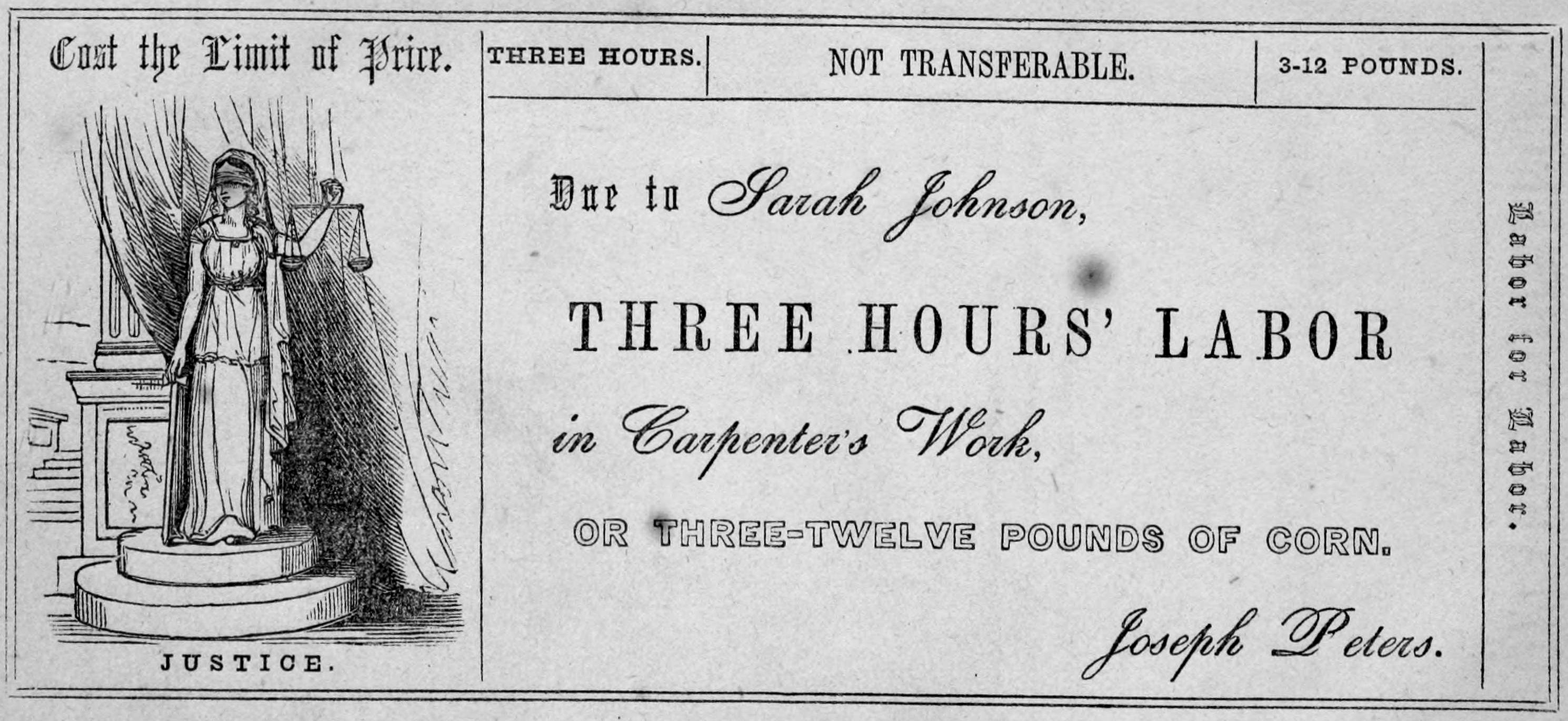
Vale de trabajo del Cincinnati Time Store.

Los vales de trabajo (también conocidos como bonos de trabajo, cheques de trabajo, certificados de trabajo, y vales de trabajo-tiempo) son una moneda a manera de bonos o recibos correspondientes al trabajo realizado por alguien. Se han propuesto para organizar la demanda de bienes en un orden socialista o no-capitalista, como el dinero convencional lo hace bajo capitalismo. En la práctica la idea fue tomada también por el anarquismo clásico, en especial el anarcosindicalismo (proponiéndose para su uso tiendas de tiempo, tiendas colectivas, etc.), llegando en casos puntuales a utilizarlos de forma amplia (e.g. revolución española de 1936).

## Historia

### Robert Owen

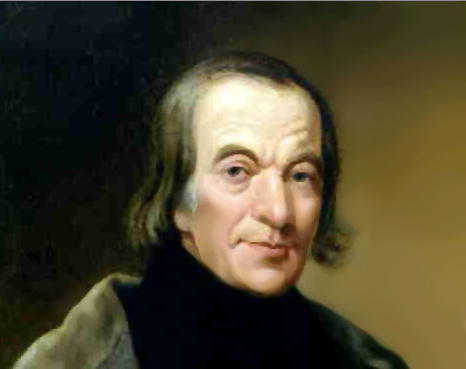
Robert Owen.

La primera experiencia del uso de los vales de trabajo la puso en marcha Robert Owen en 1832 para impulsar el movimiento cooperativo. En aquel año creó la National Equitable Labour Exchange (Bolsa Nacional de Cambio Equitativo del Trabajo), con sede en Londres —se creará otra en Birmingham— en la que las cooperativas podrían vender sus productos recibiendo a cambio unos billetes de trabajo (labour notes) que sustituirían al dinero —el valor de los productos se calculaba por el número de horas de trabajo que «contenían», en aplicación de la teoría del valor-trabajo—. Al principio funcionó muy bien, y los billetes de trabajo incluso fueron aceptados por comerciantes privados, pero al poco tiempo se produjo un desajuste entre la oferta y la demanda —sobraban unos productos y faltaban otros, especialmente tejidos y alimentación, sectores en los que no se había extendido el movimiento cooperativo, circunscrito casi exclusivamente a la producción artesanal en talleres—. Esto provocó un déficit que Owen tuvo que sufragar recurriendo a su fortuna personal.

### Proudhon y Marx

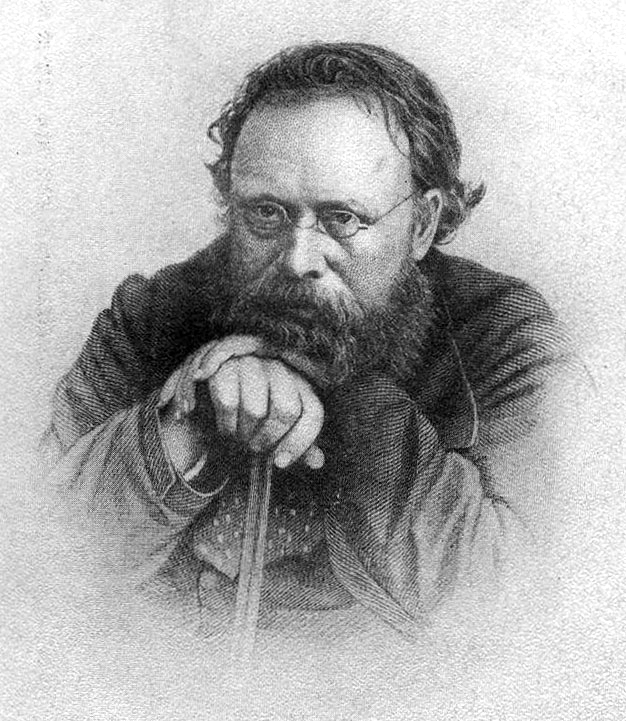
Pierre-Joseph Proudhon.

La idea de los vales de trabajo apareció en formas sustancialmente similares en Francia en los escritos de Pierre-Joseph Proudhon. Junto con Friedrich Engels, el propio Proudhon intentó introducir el sistema de vales de trabajo en 1849, pero su intento fracasó pronto. 

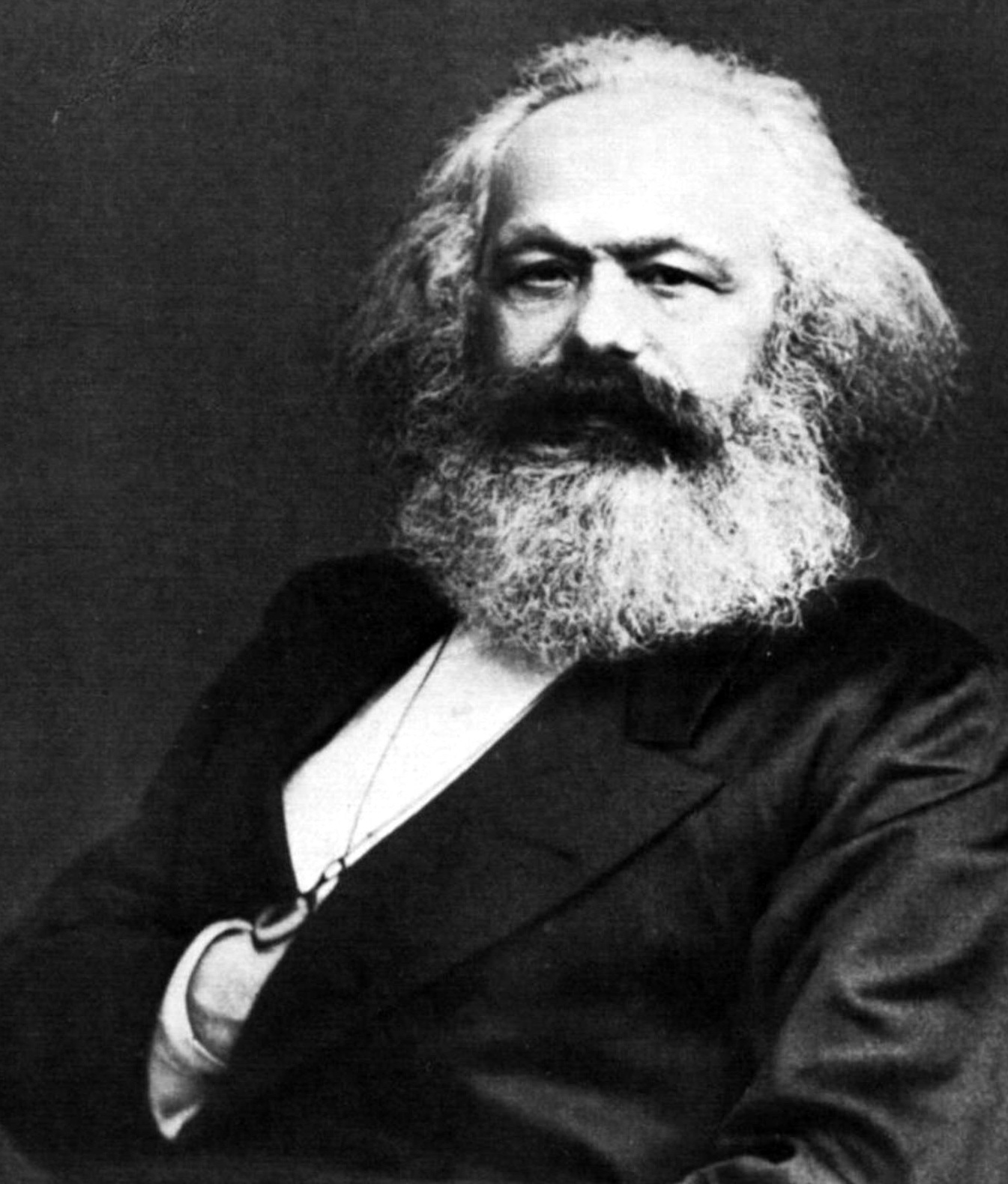
Karl Marx.

Karl Marx rechazó esencialmente la idea en La miseria de la filosofía, especialmente dentro del capitalismo (I. cap. 2. §). Marx afirmó que el tiempo en sí mismo separado del tiempo de otras personas no es adecuado para medir el valor del trabajo. El valor "se constituye, no por el tiempo necesario para crear un producto dado, sino en proporción a la cantidad de todos los demás productos que pueden ser creados durante el mismo tiempo" (3.§. A.). Según Marx, la introducción de los vales de trabajo crearía una sociedad y una economía perezosas, ya que no habría concurrencia entre empleadores y empleados, por lo que nadie podría decir cuál sería el tiempo óptimo (mínimo) que se necesitaría para producir algo. Por ejemplo, ¿qué pasa si "Pedro" trabaja 12 horas al día, mientras que "Pablo" trabaja solo 6 horas? Esto significa que "Pedro" trabajó 6 horas innecesarias y sus vales de trabajo no valen nada, ya que esto se considera +6 horas, sin mencionar otros factores del trabajo. Para resumir la opinión de Marx en La miseria de la filosofía, el vale de trabajo no es adecuado para crear una nueva sociedad socialista, y la teoría de Proudhon y otros no es más que una apología utópica del sistema capitalista existente. Para Marx, los vales de trabajo no eran una forma de dinero, ya que no podían circular, un problema que señaló con el sistema de notas de tiempo de trabajo de Owen.
Engels también criticó en el Anti-Dühring la propuesta de Eugen Dühring sobre la utilización del dinero como vales de trabajo dentro de comunas de "formación socialitaria" donde "el salario debe ser igual para tiempo de trabajo igual". Según Engels, en el dinero "está ya incluido en germen en el concepto de valor", lo que significa la posibilidad de acaparamiento para algunos y el riesgo de endeudamiento para otros. Estos mecanismos de diferenciación social que conducen al capitalismo y las comunas económicas de Dühring terminarían inevitablemente sucumbiendo a los mecanismos naturales de la economía mercantil.

Sin embargo, posteriormente Marx defendió su utilidad como una manera de ocuparse temporalmente de cualquier escasez inmediata y temporal tras el establecimiento del socialismo. Marx explicó que esto sería necesario ya que el socialismo emerge del capitalismo y estaría "marcado con sus marcas de nacimiento". En la propuesta de Marx, una sociedad socialista recompensaría a sus ciudadanos de acuerdo con la cantidad de trabajo que aportaran a la sociedad, a diferencia de la sociedad mutualista propuesta por Proudhon. Escribió en el El capital, tomo II:

En el caso de la producción socializada, el capital-dinero se elimina. La sociedad distribuye la fuerza de trabajo y los medios de producción a las diferentes ramas de producción. Los productores pueden, por todo ello, recibir comprobantes en papel que les den derecho a retirarse de la suministros de bienes de consumo, una cantidad correspondiente a su tiempo de trabajo. Estos vales no son dinero. No circulan.

En la Crítica del Programa de Gotha, Marx dijo:
[E]l productor individual obtiene de la sociedad -- después de hechas las obligadas deducciones -- exactamente lo que ha dado. Lo que el productor ha dado a la sociedad es su cuota individual de trabajo. Así, por ejemplo, la jornada social de trabajo se compone de la suma de las horas de trabajo individual; el tiempo individual de trabajo de cada productor por separado es la parte de la jornada social de trabajo que él aporta, su participación en ella. La sociedad le entrega un bono consignando que ha rendido tal o cual cantidad de trabajo (después de descontar lo que ha trabajado para el fondo común), y con este bono saca de los depósitos sociales de medios de consumo la parte equivalente a la cantidad de trabajo que rindió. La misma cantidad de trabajo que ha dado a la sociedad bajo una forma, la recibe de esta bajo otra distinta.
La falta de dinero en el socialismo deriva de la centralización misma. Los vales de trabajo existirán para la planificación en economía centralizada, sin productores individuales y sin comercio. Así, los vales de trabajo no podrán circular y el dinero no surgirá; y sin dinero, la producción de mercancías no surgirá tampoco, ni regirá la ley del valor del modo de producción capitalista.

## Críticas
El sistema también ha sido criticado por muchos socialistas libertarios, en particular los anarcocomunistas, que proponen abolir todas las remuneraciones y precios y abogan en su lugar por una economía del regalo con el valor determinado por el cálculo en especie. Al criticar la retención de vales y cheques de trabajo por parte del anarquismo colectivista, Piotr Kropotkin dijo:
Después de haber proclamado la abolición de la propiedad privada y la posesión en común de los instrumentos de trabajo, ¿cómo puede reclamarse, bajo una forma u otra, que se mantenga el salario? Y sin embargo, eso es lo que hacen los colectivistas al preconizar los bonos de trabajo.
El Movimiento Socialista Mundial ha argumentado en contra del uso de vales de trabajo como un sistema permanente o temporal mientras se hace la transición a su deseada economía anarco-comunista basada en el libre acceso. Afirman que, dado que la mayoría de las ocupaciones que existen actualmente bajo el capitalismo ya no existirán, la escasez ya no sería un problema. También afirman:
Los vales de trabajo tenderían a mantener la idea de que nuestro valor humano está determinado por la cúanto o qué cantidad de bienes que podemos poseer (o producir). Los vales de trabajo implican que una organización administrativa muy grande debe vigilar quién se queda con los bienes producidos por la sociedad. En otras palabras, debe haber personas que dediquen su tiempo a asegurarse de que otras personas no tomen cosas sin pagar por ellas. Eso es normal en una sociedad orientada a la ganancia, pero un desperdicio de trabajo humano en el socialismo.

## Sistemas que abogan por vales de trabajo
- Owenismo
- Mutualismo
- Anarquismo individualista
- Anarquismo colectivista
- DeLeonismo
- Participismo
- Democracia inclusiva
- Neomarxismo
- Movimiento tecnocrático